# 毛柄婺源槭
毛柄婺源槭（学名：Acer wuyuanense var. trichopodum）为槭树科槭属下的一个变种。

## 扩展阅读
- 維基物種上的相關：毛柄婺源槭